# Gregor Seyffert
Gregory Seyffert (Berlino, 1967) è un ex ballerino, coreografo e direttore artistico tedesco.

## Biografia
Nato e cresciuto a Berlino, Gregory Seyffert ha studiato danza alla Staatliche Ballettschule und Schule für Artistik.
Nel 1987 è stato scritturato dalla Komische Oper Berlin come solista ed è rimasto nella compagnia per tredici anni, nove dei quali in veste di primo solista. Parallelamente all'attività artistica sulle scene di Berlino, dal 1988 Seyffert ha danzato di frequente con l'American Ballet Theatre sotto la direzione di Michail Baryšnikov. Nel 1996 ha fondato la compagnia Gregor Seyffert & Compaignie Berlin, mentre l'anno successivo ha vinto il Prix Benois de la Danse.
Dopo aver coreografato numerosi balletti per i maggiori teatri tedeschi, nel 2002 Seyffert è diventato direttore artistico del Staatliche Ballettschule und Schule für Artistik, una carica che ha mantenuto fino al 2020.